# 더 챔피언
《더 챔피언》(영어: Prizefighter: The Life of Jem Belcher)는 2022년 개봉한 미국, 영국, 몰타의 액션 영화이다.

## 출연진

### 주연
- 러셀 크로 - 잭 슬랙 역
- 맷 후킹스 - 젬 벨처 역 (각본, 제작)
- 레이 윈스턴 - 빌 워 역

### 조연
- 마튼 크소카스 - 러시워스 경 역
- 조디 메이 - 메리 벨처 역
- 스티븐 버코프 - 월터 역
- 줄리안 글로버 - 애시퍼드 경 역